# Diaethria granatensis
Diaethria granatensis är en fjärilsart som beskrevs av Achille Guenée 1872. Diaethria granatensis ingår i släktet Diaethria och familjen praktfjärilar. Inga underarter finns listade i Catalogue of Life.